# Мирошникова, Агнесса Анатольевна
Агнесса Анатольевна Мирошникова — советский и украинский специалист в области дирижёрско-хорового образования города Харькова, кандидат искусствоведения, профессор кафедры хорового дирижирования Харьковского национального университета искусств имени И. П. Котляревского, заслуженный деятель искусств Украины (2006).

## Биография
Родилась в 1926 году. С 1934 по 1941 год обучалась в Детской музыкальной школе № 1 имени Л. Бетховена в Харькове, в классах преподавателей Р. С. Рогозиной и Г. С. Степановой. После освобождения Харькова в 1943 году поступила в Харьковское музыкальное училище.
В 1948 году окончила Харьковскую консерваторию по классу фортепиано у профессора Л. И. Фаненштиля, а в 1952 году — по классу хорового дирижирования у профессора А. А. Перунова. Затем продолжила обучение в аспирантуре при Киевской консерватории.

## Педагогическая деятельность
С 1950 года начала преподавательскую деятельность на кафедре хорового дирижирования Харьковской консерватории (ныне Харьковский национальный университет искусств имени И. П. Котляревского). С 1970 по 1972 год занимала должность заведующей кафедрой.
Среди её учеников — известные хормейстеры, симфонические дирижёры и преподаватели, такие как Н.А. Белик-Золотарёва, Ю. И. Кулик, С. Н. Прокопов, Ю. В. Янко и другие. Её вклад в развитие хорового искусства отмечен коллегами и учениками, которые называли её «современной Музой, хранившей и приумножавшей традиции харьковской хоровой школы».

## Признание
В 2006 году Агнессе Мирошниковой было присвоено звание заслуженного деятеля искусств Украины. Её педагогическая и научная деятельность оказала значительное влияние на развитие музыкального образования и хорового искусства в Украине.